# Список замков Беларуси

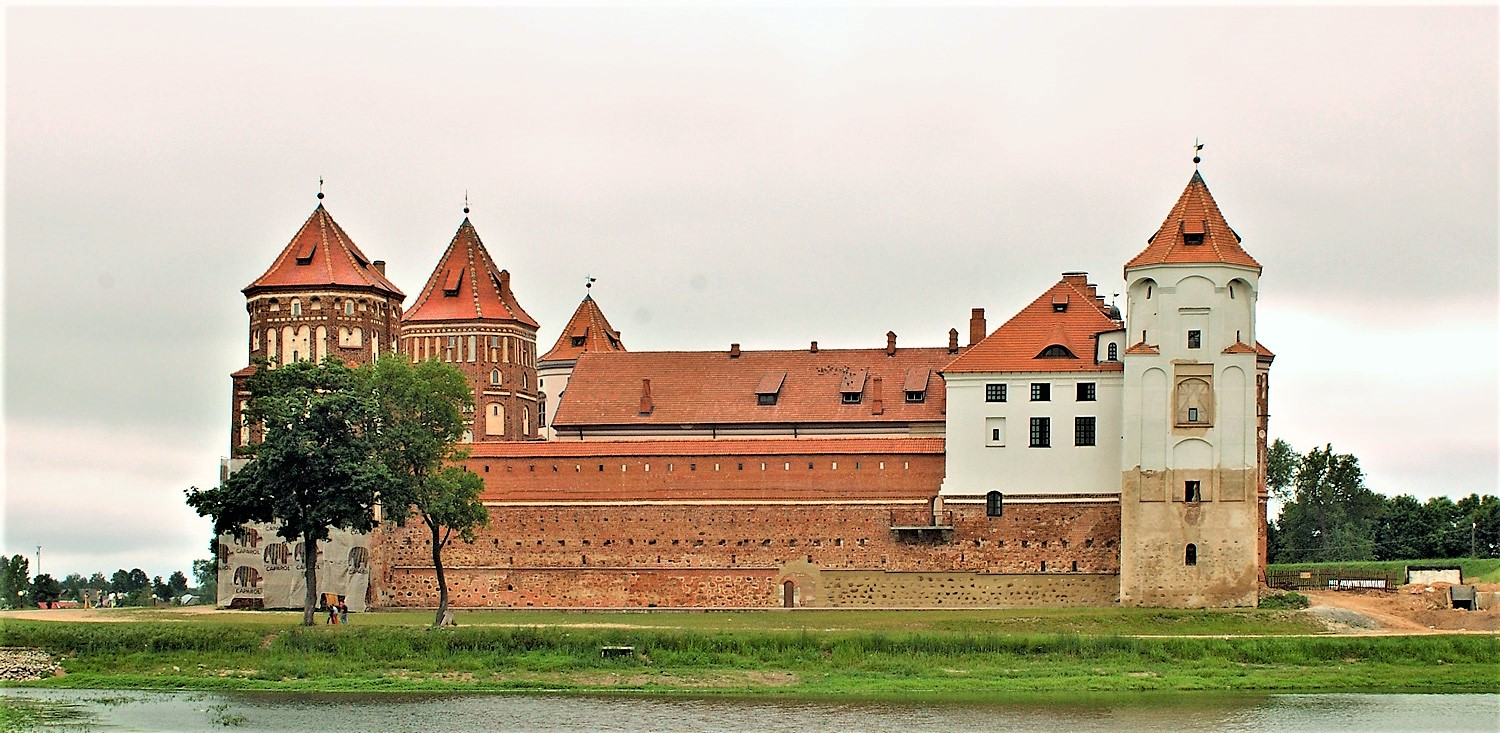
Мирский замок — памятник ЮНЕСКО

Замки Беларуси — оборонительные сооружения, сооружавшиеся на территории современной Беларуси в XIII—XVII веках. Большинство замков до наших дней не сохранились. Замок как тип сооружения является оборонительным объектом, который представляет собой замкнутый комплекс оборонительных, жилых и других специальных построек и выполняет резиденциальные и административно-общественные функции.
Замки сооружались в удобных для обороны местах ― на возвышенностях («горные») или в низинах («дольные»), имели регулярную и нерегулярную композицию плана. На территории Беларуси было распространено строительство деревянных замков (в Свири, Орше, Радошковичах, Пинске, Гомеле, Глуске, Могилёве и других местах) и каменные (Лидский, Кревский, Новогрудский, Мирский, Быховский, Смолянский, Любчанский, Ляховичский, Заславский замки).

## История
Первые замки в Беларуси были общегородскими княжескими цитаделями (Гродненский замок), некоторые из них имели значительные размеры. Частновладельческие резиденции XVI—XVIII веков состояли из раздельных укреплений и дворца, которому отводилась главная роль в архитектурной композиции. Для большинства замков XV—XVI веков характерны черты готики и ренессанса, с XVII века наблюдается преобладание барочных элементов. В середине XVI века строятся замки с бастионной системой укреплений (Заславский замок, Ляховичский замок). С конца XVI века замковое строительство постепенно трансформируется в дворцово-замковое (Несвижский комплекс, Гольшанский дворец). Многие старые замки реконструировались, окружались парком. В конце XVIII века средневековые укрепления заменили крепости с многокилометровыми линиями обороны и элементами новейшей фортификации.
Замковое строительство оказывало влияние на архитектуру , жилых домов, городских ворот, оборонительных церквей, костёлов: Мураванковская церковь-крепость, Сынковичская церковь-крепость, Камайский костёл, Михайловский костёл, Борисоглебская церковь (Новогрудок).

## Список замков

### Каменные замки полностью сохранившиеся или восстановленные
| Фото | Название          | Расположение | Время основания | Информация |
| ---- | ----------------- | ------------ | --------------- | --- |
|      | Лидский замок     | Лида         | 1323            | Замок построен по поручению князя Гедимина. Входил в линию защиты против крестоносцев. К XX веку замок был существенно разрушен. В 1985 году осуществлена полная консервация замка. После чего ведутся (с перерывами) реставрационные работы. Вновь отстроенные части крепостных стен выделяются кирпичным цветом. Восстановлены обе башни. |
|      | Мирский замок     | Мир          | 1520            | К XX веку замок был существенно разрушен. В 1971 году была выполнена временная консервация стен. В 1981 году началась реставрация Мирского замка. Замок признан объектом всемирного наследия ЮНЕСКО. |
|      | Пищаловский замок | Минск        | 1825            | В помещениях Пищаловского замка находится СИЗО № 1 города Минска. Ввиду этого, доступ к замку крайне затруднителен. Под Минском для СИЗО строят новый комплекс. Когда он будет достроен и СИЗО перенесут — замок возможно станет доступен людям.                                                                                            |

### Замки бастионного типа полностью сохранившиеся или восстановленные
| Фото | Название         | Расположение | Время основания | Информация |
| ---- | ---------------- | ------------ | --------------- | --- |
|      | Несвижский замок | Несвиж       | 1583            | Заложен князем Радзивиллом Сироткой. К XX веку замок был существенно разрушен. В 2006 году началась реставрация. 20 июля 2012 года дворцовый комплекс полностью открылся после реставрации. Замок признан объектом всемирного наследия ЮНЕСКО. |

### Каменные замки сохранившиеся частично
| Фото | Название                 | Расположение | Время основания           | Информация |
| ---- | ------------------------ | ------------ | ------------------------- | --- |
|      | Быховский замок          | Быхов        | 1610                      | К XX веку замок был существенно разрушен. В 2014 была проведена реставрация двух сохранившихся башен и консервация руин замка. |
|      | Гольшанский замок        | Гольшаны     | XVII век                  | Изначально замком владели князья Гольшанские. После он перешёл к роду Сапег. К XX веку замок был существенно разрушен. В 2018 — 2021 годах была отреставрирована одна башня и проведена частичная консервация руин замка. |
|      | Геранёнский замок        | Геранёны     | конец XV века             | Замок почти полностью разрушен. Остались незначительные руины стен и замковая церковь 1529 года. |
|      | Гродненский Старый замок | Гродно       | конец X — начало XI веков | Комплекс оборонительных сооружений, культовых и светских зданий XI—XIX веков, расположенный в историческом центре Гродно. 2017 году была начата реставрация замка. В 2021 году был завершён первый этап реставрации. |
|      | Кревский замок           | Крево        | XIV век                   | Первый полностью каменный замок в Великом княжестве Литовском. В 1385 году в замке были выработаны условия Кревской унии. К XX веку замок был почти полностью разрушен. С 2018 идет постепенное восстановление замка. Восстановлены два прясла стен, законсервированы руины Княжеской башни.                                                                   |
|      | Любчанский замок         | Любча        | 1581                      | Инициатором строительства замка стал влиятельный магнат и вельможа Ян Кишка. К XX веку замок был существенно разрушен. С 2011 года идет неторопливая реставрация замка, руками благотворительного фонда. К 2022 году отреставрированы обе сохранившиеся башни. Идет восстановление третьей башни. Восстановлено одно прясло стен. Идет восстановление второго. |
|      | Новогрудский замок       | Новогрудок   | XIII век                  | Был резиденцией князей Великого княжества Литовского. К XX веку замок был почти полностью разрушен. Идёт медленное восстановление замка. Законсервирована Костельная башня. Частично восстановлены прясла стен. |
|      | Смолянский замок         | Смольяны     | начало XVII века          | Также известен как замок «Белый Ковель». Почти полностью разрушен. На сегодняшний день частично сохранилась главная пятиярусная башня с частью примыкающей к ней стены, фрагменты фундамента по всему периметру замка, подвальные помещения. |

### Замки бастионного типа сохранившиеся частично
| Фото | Название          | Расположение | Время основания             | Информация |
| ---- | ----------------- | ------------ | --------------------------- | --- |
|      | Борисовский замок | Борисов      | конец XII — начало XIV века | От замка остались земляные валы и руины тюрьмы середины XIX века. Руины находятся в заброшенном состоянии и за ними никто не ухаживает, хотя они признаны историко-культурной ценностью Республики Беларусь. |
|      | Высоковский замок | Высокое      | середина XVII века          | Из каменных укреплений в нем были только ворота. До нашего времени сохранились земляные валы замка и руины ворот.                                                                                            |
|      | Заславский замок  | Заславль     | середина XVI века           | Из каменных укреплений в нем были только ворота. От замка остались земляные валы, руины ворот и замковый собор XVI века.                                                                                     |

### Все замки
| №№  | Русское название          | Белорусское название   | Расположение     | Статус      | Район          | Область     | Состояние      |
| --- | ------------------------- | ---------------------- | ---------------- | ----------- | -------------- | ----------- | -------------- |
| 1   | Березовецкий замок        | Беразавецкі замак      | Березовец        | деревня     | Кореличский    | Гродненская | городище       |
| 2   | Бобруйский замок          | Бабруйскі замак        | Бобруйск         | город       | Бобруйский     | Могилёвская | не сохранился  |
| 3   | Борисовский замок         | Барысаўскі замак       | Борисов          | город       | Борисовский    | Минская     | руины          |
| 4   | Борколабовский замок      | Баркулабаўскі замак    | Борколабово      | пгт         | Быховский      | Могилёвская | городище       |
| 5   | Брагинский замок          | Брагінскі замак        | Брагин           | пгт         | Брагинский     | Гомельская  | не сохранился  |
| 6   | Браславский замок         | Браслаўскі замак       | Браслав          | город       | Браславский    | Витебская   | замчище        |
| 7   | Брестский замок           | Берасцейскі замак      | Брест            | город       | Брестский      | Брестская   | не сохранился  |
| 8   | Быховский замок           | Быхаўскі замак         | Быхов            | город       | Быховский      | Могилёвская | руины          |
| 9   | Витебский замок           | Віцебскі замак         | Витебск          | город       | Витебский      | Витебская   | не сохранился  |
| 10  | Вищинский замок           | Вішчынскі замак        | Вищин            | деревня     | Рогачёвский    | Гомельская  | замчище        |
| 11  | Волковысский замок        | Ваўкавыскі замак       | Волковыск        | город       | Волковысский   | Гродненская | не сохранился  |
| 12  | Воронечский замок         | Варонецкі замак        | Вороничи         | деревня     | Полоцкий       | Витебская   | городище       |
| 13  | Высоковский замок         | Высокаўскі замак       | Высокое          | город       | Каменецкий     | Брестская   | руины          |
| 14  | Геранёнский замок         | Геранёнскі замак       | Геранёны         | деревня     | Ивьевский      | Гродненская | руины          |
| 15  | Глубокский замок          | Глыбоцкі замак         | Глубокое         | город       | Глубокский     | Витебская   | не сохранился  |
| 16  | Глусский замок            | Глускі замак           | Глуск            | пгт         | Глусский       | Могилёвская | не сохранился  |
| 17  | Головчинский замок        | Галоўчынскі замак      | Головчин         | пгт         | Белыничский    | Могилёвская | замчище        |
| 18  | Гольшанский замок         | Гальшанскі замак       | Гольшаны         | деревня     | Ошмянский      | Гродненская | руины          |
| 19  | Гомельский замок          | Гомельскі замак        | Гомель           | город       | Гомельский     | Гомельская  | не сохранился  |
| 20  | Гомльский замок           | Гомльскі замак         | Гомель           | деревня     | Полоцкий       | Витебская   | не сохранился  |
| 21  | Горвальский замок         | Горвальскі замак       | Горваль          | деревня     | Речицкий       | Гомельская  | не сохранился  |
| 22  | Городокский замок         | Гарадоцкі замак        | Городок          | город       | Городокский    | Витебская   | замчище        |
| 23  | Горский замок             | Горскі замак           | Горы Великие     | деревня     | Горецкий       | Могилёвская | не сохранился  |
| 24  | Гродненский замок Витовта | Замак Вітаўта, Гродна  | Гродно           | город       | Гродненский    | Гродненская | руины          |
| 25  | Гродненский Новый замок   | Гродненскі Новы замак  | Гродно           | город       | Гродненский    | Гродненская | хорошее        |
| 26  | Гродненский Старый замок  | Гродненскі Стары замак | Гродно           | город       | Гродненский    | Гродненская | хорошее        |
| 27  | Давид-Городокский замок   | Давыд-Гарадоцкі замак  | Давид-Городок    | город       | Столинский     | Брестская   | не сохранился  |
| 28  | Дисненский замок          | Дзісненскі замак       | Дисна            | город       | Миорский       | Витебская   | замчище        |
| 29  | Дрисвятский замок         | Дрысвяцкі замак        | Дрисвяты         | деревня     | Браславский    | Витебская   | замчище        |
| 30  | Дриссенский замок         | Дрысенскі замак        | Верхнедвинск     | город       | Верхнедвинский | Витебская   | не сохранился  |
| 31  | Друйский замок            | Друйскі замак          | Друя             | село        | Браславский    | Витебская   | не сохранился  |
| 32  | Друцкий замок             | Друцкі замак           | Друцк            | село        | Толочинский    | Витебская   | не сохранился  |
| 33  | Дубровенский замок        | Дубровенскі замак      | Дубровно         | город       | Дубровенский   | Витебская   | не сохранился  |
| 34  | Дятловский замок          | Дзятлаўскі замак       | Дятлово          | город       | Дятловский     | Гродненская | не сохранился  |
| 35  | Езерищенский замок        | Езярышчанскі замак     | Езерище          | посёлок     | Городокский    | Витебская   | замчище        |
| 36  | Жаберский замок           | Жаберскі замак         | Жабер            | деревня     | Дрогичинский   | Брестская   | не сохранился  |
| 37  | Жлобинский замок          | Жлобінскі замак        | Жлобин           | город       | Жлобинский     | Гомельская  | не сохранился  |
| 38  | Замок Вишневецких         | Замак Вішнявецкіх      | Тельман          | деревня     | Брагинский     | Гомельская  | не сохранился  |
| 39  | Замок Вята                | Замак Вята             | Вята             | деревня     | Миорский       | Витебская   | не сохранился  |
| 40  | Запрудский замок          | Запрудскі замак        | Запруды          | деревня     | Кобринский     | Брестская   | не сохранился  |
| 41  | Заславский замок          | Заслаўскі замак        | Заславль         | город       | Минский        | Минская     | замчище        |
| 42  | Иказненский замок         | Іказненскі замак       | Иказнь           | деревня     | Браславский    | Витебская   | замчище        |
| 43  | Каменский замок           | Каменскі замак         | Камень           | деревня     | Воложинский    | Минская     | замчище        |
| 44  | Камень-Хорецкий замок     | Камень-Харэцкі замак   | Камено           | агрогородок | Логойский      | Минская     | не сохранился  |
| 45  | Каролинский замок         | Каралінскі замак       | Пинск            | город       | Пинский        | Брестская   | не сохранился  |
| 46  | Клецкий замок             | Клецкі замак           | Клецк            | город       | Клецкий        | Минская     | не сохранился  |
| 47  | Кобринские замки          | Кобрынскія замкі       | Кобрин           | город       | Кобринский     | Брестская   | не сохранились |
| 48  | Койдановский замок        | Койданаўскі замак      | Дзержинск        | город       | Дзержинский    | Минская     | не сохранился  |
| 49  | Копыльский замок          | Капыльскі замак        | Копыль           | город       | Копыльский     | Минская     | не сохранился  |
| 50  | Копысский замок           | Копыскі замак          | Копысь           | пгт         | Оршанский      | Витебская   | не сохранился  |
| 51  | Косоржевский замок        | Касаржэўскі замак      | Валь             | деревня     | Верхнедвинский | Витебская   | не сохранился  |
| 52  | Коссовский замок          | Косаўскі замак         | Коссово          | пгт         | Ивацевичский   | Брестская   | хорошее        |
| 53  | Кревский замок            | Крэўскі замак          | Крево            | деревня     | Сморгонский    | Гродненская | руины          |
| 54  | Крепость Козьяны          | Казьянскі замак        | Козьяны          | деревня     | Шумилинский    | Витебская   | не сохранился  |
| 55  | Крепость Красный          | Крэпасьць Красна       | Красное          | деревня     | Ушачский       | Витебская   | не сохранился  |
| 56  | Крепость Нещерда          | Замак Няшчорда         | Нещердо          | озеро       | Россонский     | Витебская   | не сохранился  |
| 57  | Крепость Ситно            | Крэпасьць Сітна        | Ситно            | деревня     | Полоцкий       | Витебская   | не сохранился  |
| 58  | Крепость Сокол            | Замак Сокал            | Соколище         | деревня     | Россонский     | Витебская   | замчище        |
| 59  | Крепость Суша             | Крэпасьць Суша         | Суша             | деревня     | Лепельский     | Витебская   | замчище        |
| 60  | Крепость Туровля          | Крэпасьць Туроўля      | Туровля          | деревня     | Полоцкий       | Витебская   | замчище        |
| 61  | Кривлянский замок         | Крыўлянскі замак       | Кривляны         | деревня     | Жабинковский   | Брестская   | не сохранился  |
| 62  | Кричевский замок          | Крычаўскі замак        | Кричев           | город       | Кричевский     | Могилёвская | не сохранился  |
| 63  | Лепельский замок          | Лепельскі замак        | Лепель           | город       | Лепельский     | Витебская   | не сохранился  |
| 64  | Лидский замок             | Лідскі замак           | Лида             | город       | Лидский        | Гродненская | хорошее        |
| 65  | Логойский замок           | Лагойскі замак         | Логойск          | город       | Логойский      | Минская     | не сохранился  |
| 66  | Лоевский замок            | Лоеўскі замак          | Лоев             | город       | Лоевский       | Гомельская  | не сохранился  |
| 67  | Лосский замок             | Лоскі замак            | Лоск             | деревня     | Воложинский    | Минская     | не сохранился  |
| 68  | Лукомльский замок         | Лукомскі замак         | Лукомль          | деревня     | Чашникский     | Витебская   | городище       |
| 69  | Лысковский замок          | Лыскаўскі замак        | Лысково          | деревня     | Пружанский     | Брестская   | не сохранился  |
| 70  | Любчанский замок          | Любчанскі замак        | Любча            | пгт         | Новогрудский   | Гродненская | хорошее        |
| 71  | Ляховичский замок         | Ляхавіцкі замак        | Ляховичи         | город       | Ляховичский    | Брестская   | городище       |
| 72  | Милоградский замок        | Мілаградскі замак      | Милоград         | деревня     | Речицкий       | Гомельская  | городище       |
| 73  | Минский замок             | Мінскі замак           | Минск            | город       | Минский        | Минская     | не сохранился  |
| 74  | Мирский замок             | Мірскі замак           | Мир              | пгт         | Кореличский    | Гродненская | хорошее        |
| 75  | Митьковщинский замок      | Замак ў Міцькаўшчыне   | Митьковщина      | деревня     | Оршанский      | Витебская   | замчище        |
| 76  | Могилёвский замок         | Магілёўскі замак       | Могилёв          | город       | Могилёвский    | Могилёвская | не сохранился  |
| 77  | Могильнянский замок       | Магільнянскі замак     | Могильно         | деревня     | Узденский      | Минская     | не сохранился  |
| 78  | Мозырский замок           | Мазырскі замак         | Мозырь           | город       | Мозырский      | Гомельская  | не сохранился  |
| 79  | Молодечненский замок      | Маладзечанскі замак    | Молодечно        | город       | Молодечненский | Минская     | городище       |
| 80  | Мстибовский замок         | Мсцібаўскі замак       | Мстибово         | деревня     | Волковысский   | Гродненская | замчище        |
| 81  | Мстиславский замок        | Мсціслаўскі замак      | Мстиславль       | город       | Мстиславский   | Могилёвская | не сохранился  |
| 82  | Мышский замок             | Мышскі замак           | Старая Мышь      | деревня     | Барановичский  | Брестская   | не сохранился  |
| 83  | Мядельский замок          | Мядзельскі замак       | Мядель           | город       | Мядельский     | Минская     | замчище        |
| 84  | Несвижский замок          | Нясвіжскі замак        | Несвиж           | город       | Несвижский     | Минская     | хорошее        |
| 85  | Новогрудский замок        | Наваградскі замак      | Новогрудок       | город       | Новогрудский   | Гродненская | руины          |
| 86  | Оршанский замок           | Аршанскі замак         | Орша             | город       | Оршанский      | Витебская   | не сохранился  |
| 87  | Острошицкий замок         | Астрашыцкі замак       | Остр-кий Городок | пгт         | Минский        | Минская     | не сохранился  |
| 88  | Петриковский замок        | Петрыкаўскі замак      | Петриков         | город       | Петриковский   | Гомельская  | не сохранился  |
| 89  | Пинский замок             | Пінскі замак           | Пинск            | город       | Пинский        | Брестская   | не сохранился  |
| 90  | Пищаловский замок         | Пішчалаўскі замак      | Минск            | город       | Минский        | Минская     | хорошее        |
| 91  | Полоцкий Верхний замок    | Полацкі Верхні замак   | Полоцк           | город       | Полоцкий       | Витебская   | замчище        |
| 92  | Полоцкий Нижний замок     | Полацкі Ніжні замак    | Полоцк           | город       | Полоцкий       | Витебская   | замчище        |
| 93  | Пропойский замок          | Прапойскі замак        | Славгород        | город       | Славгородский  | Могилёвская | замчище        |
| 94  | Радомльский замок         | Радомльскі замак       | Радомля          | деревня     | Чаусский       | Могилёвская | не сохранился  |
| 95  | Радошковичский замок      | Радашковіцкі замак     | Радошковичи      | пгт         | Молодечненский | Минская     | не сохранился  |
| 96  | Радунский замок           | Радунскі замак         | Радунь           | пгт         | Вороновский    | Гродненская | не сохранился  |
| 97  | Раковский замок           | Ракаўскі замак         | Раков            | пгт         | Воложинский    | Минская     | городище       |
| 98  | Речицкий замок            | Рэчыцкі замак          | Речица           | город       | Речицкий       | Гомельская  | не сохранился  |
| 99  | Рогачёвский замок         | Рагачоўскі замак       | Рогачёв          | город       | Рогачёвский    | Гомельская  | замчище        |
| 100 | Романовский замок         | Раманаўскі замак       | Ленино (Романов) | пгт         | Слуцкий        | Минская     | замчище        |
| 101 | Ружанский замок           | Ружанскі палац         | Ружаны           | город       | Пружанский     | Брестская   | руины          |
| 102 | Сверженский замок         | Свержаньскі замак      | Свержень         | деревня     | Столбцовский   | Минская     | не сохранился  |
| 103 | Свирский замок            | Свірскі замак          | Свирь            | деревня     | Мядельский     | Минская     | не сохранился  |
| 104 | Свислочский замок         | Свіслацкі замак        | Свислочь         | деревня     | Осиповичский   | Могилёвская | не сохранился  |
| 105 | Сёмковский замок          | Сёмкаўскі замак        | Сёмков Городок   | деревня     | Минский        | Минская     | не сохранился  |
| 106 | Слонимский замок          | Слонімскі замак        | Слоним           | город       | Слонимский     | Гродненская | не сохранился  |
| 107 | Слуцкий замок             | Слуцкі замак           | Слуцк            | город       | Слуцкий        | Минская     | замчище        |
| 108 | Смолянский замок          | Смалянскі замак        | Смоляны          | деревня     | Оршанский      | Витебская   | руины          |
| 109 | Стрешинский замок         | Стрэшынскі замак       | Стрешин          | пгт         | Жлобинский     | Гомельская  | не сохранился  |
| 110 | Суражский замок           | Суражскі замак         | Сураж            | пгт         | Витебский      | Витебская   | не сохранился  |
| 111 | Теребунский замок         | Церабунскі замак       | Теребунь         | деревня     | Брестский      | Брестская   | не сохранился  |
| 112 | Тетеринский замок         | Цяцерынскі замак       | Тетерино         | агрогородок | Круглянский    | Могилёвская | не сохранился  |
| 113 | Туровский замок           | Тураўскі замак         | Туров            | город       | Житковичский   | Гомельская  | руины          |
| 114 | Улльский замок            | Ульскі замак           | Улла             | поселок     | Бешенковичский | Витебская   | не сохранился  |
| 115 | Хойникский замок          | Хойніцкі замак         | Хойники          | город       | Хойникский     | Гомельская  | не сохранился  |
| 116 | Чашницкий замок           | Чашніцкі замак         | Чашники          | город       | Чашникский     | Витебская   | не сохранился  |
| 117 | Чечерский замок           | Чачэрскі замак         | Чечерск          | город       | Чечерский      | Гомельская  | не сохранился  |
| 118 | Шкловский замок           | Шклоўскі замак         | Рыжковичи        | деревня     | Шкловский      | Могилёвская | не сохранился  |

## Оборонительные храмы
| №№ | Русское название             | Белорусское название        | Расположение  | Статус  | Район         | Область     | Состояние |
| -- | ---------------------------- | --------------------------- | ------------- | ------- | ------------- | ----------- | --------- |
| 1  | Свято-Троицкая церковь       | Свята-Троіцкая царква       | Белая Церковь | деревня | Чашникский    | Витебская   | руины     |
| 2  | Быховская синагога           | Быхаўская сінагога          | Быхов         | город   | Быховский     | Могилёвская | руины     |
| 3  | Спасо-преображенская церковь | Спаса-Праабражэнская царква | Заславль      | город   | Минский       | Минская     | хорошее   |
| 4  | Троицкий костел              | Троіцкі касцёл              | Ишколдь       | деревня | Барановичский | Брестская   | хорошее   |
| 5  | Костел Иоанна Крестителя     | Касцёл Яна Хрысціцеля       | Камаи         | пгт     | Поставский    | Витебская   | хорошее   |
| 6  | Церковь Рождества Богородицы | Раства-Багародзіцкая царква | Мурованка     | деревня | Щучинский     | Гродненская | хорошее   |
| 7  | Борисоглебская церковь       | Барысаглебская царква       | Новогрудок    | город   | Новогрудский  | Гродненская | хорошее   |
| 8  | Костел Михаила Архангела     | Касцёл Святога Міхаіла      | Сморгонь      | город   | Сморгонский   | Гродненская | хорошее   |
| 9  | Церковь Михаила Архангела    | Царква Святога Міхаіла      | Сынковичи     | деревня | Зельвенский   | Гродненская | хорошее   |
| 10 | Троицкий костел              | Троіцкі касцёл              | Чернавчицы    | деревня | Брестский     | Брестская   | хорошее   |

## Прочие укрепления
| №№ | Русское название       | Белорусское название   | Расположение | Статус  | Район       | Область     | Состояние |
| -- | ---------------------- | ---------------------- | ------------ | ------- | ----------- | ----------- | --------- |
| 1  | Гайтюнишский дом-замок | Дом-крэпасць Нонхартаў | Гайтюнишки   | деревня | Вороновский | Гродненская | хорошее   |
| 2  | Каменецкая башня       | Камянецкая вежа        | Каменец      | город   | Каменецкий  | Брестская   | хорошее   |